# Rue Barbette
Rue Barbette je ulice v Paříži v historické čtvrti Marais. Nachází se ve 3. obvodu.

## Poloha
Ulice vede od křižovatky s Rue Elzévir a končí na křižovatce s Rue Vieille-du-Temple.

## Historie
Ulice byla otevřena v roce 1563 (či 1564) na pozemcích, které se rozkládaly mezi ulicemi Rue Vieille-du-Temple, Rue des Francs-Bourgeois, Rue Payenne a Rue du Parc-Royal. Pozemky patřily k paláci Barbette, který postavil Étienne Barbette na počátku 14. století mimo městské hradby Filipa II. Augusta. Étienne Barbette byl prévôt des marchands, po kterém byla ulice následně pojmenována. Nejprve se nazývala Rue Neuve-Barbette.

## Zajímavé objekty
- dům č. 3: V roce 1930 zde bydlel francouzský malíř Henry Tattegrain (1874–1949)
- dům č. 7: na místě stál palác, který nechal postavit roku 1568 Guillaume de Bertrand. Jeho otec kardinál Jean de Bertrand od roku 1555 vlastnil zdejší pozemky, které se rozkládaly až k Rue des Francs-Bourgeois. V roce 1815 zde vznikla kasárna pro četnictvo. Důstojníci zde bydleli do roku 1895.
- dům č. 8: bývalý hôtel de Choisy, též nazývaný hôtel d'Estrées. François-Annibal d'Estrées nechal přestavět hôtel de Choisy. V letech 1681–1683 zde bydlel Vincenzo Coronelli, když tvořil dva glóby pro krále. V roce 1689 palác prodán. Dekretem z 15. července 1810 byla paláci zřízena vzdělávací instituce Čestné legie, který zde zůstala do roku 1851.
- dům č. 9: palác rodiny de Pommereuil, který posléze zakoupil Michel-Étienne Turgot (1690–1751), prévôt des marchands, otec ministra Anne Roberta Jacquese Turgota (1727–1781). Schodiště z roku 1744 je zapsáno mezi historické památky.
- dům č. 11: v prvním paláci z roku 1635, bydlel od roku 1682 syn prezidenta pařížského parlamentu Mathieu Molé (1584–1656). V roce 1685 palác koupila rodina Le Mairat a v roce 1729 jej nechala přestavět. Palác poté koupil 1755 generálporučík d'Ozembray. Portál a schodiště z 18. století jsou chráněny jako historická památka. Dnes náleží k Lycée Victor-Hugo.
- dům č. 14: v letech 1713–1754 palác vlastnil generálporučík Bigot de Morogues (1706–1781), poté jeho syn Bigot de Chorelle v letech 1754–1779. Na konci 19. století zde sídlila zlatnická dílna, poté policejní komisařství.
- dům č. 15: palác postavil v roce 1769 architekt Jean-Baptiste Lemarié d'Aubigny.